# سيمون هانسون
سيمون هانسون (بالإنجليزية: Simon Hanson)‏ هو موسيقي بريطاني، ولد في 3 فبراير 1964 في غرانتهام في المملكة المتحدة.

## وصلات خارجية
- الموقع الرسمي
- سيمون هانسون على موقع IMDb (الإنجليزية)
- سيمون هانسون على موقع ميوزك برينز (الإنجليزية)
- سيمون هانسون على موقع ديسكوغز (الإنجليزية)